# Curt Herzstark
Curt Herzstark (* 26. Jänner 1902 in Wien; † 27. Oktober 1988 in Nendeln) war ein österreichischer Erfinder und Büromaschinenmechaniker.

## Leben

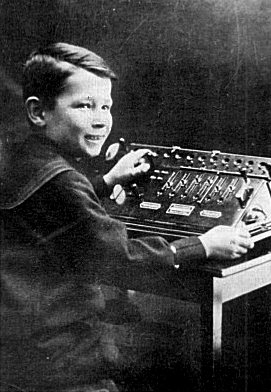
Curt Herzstark an der Internationalen Büroausstellung 1910 in Wien

Curt Herzstark war der Sohn des Rechenmaschinenherstellers Samuel Jakob Herzstark (1867–1937) und seiner Frau Marie. Samuel Jakob Herzstark hatte 1905 die erste Rechenmaschinenfabrik Österreichs, das Rechenmaschinenwerk „Austria“, gegründet. Sein Sohn Curt durfte schon früh in der väterlichen Werkstatt basteln und den Vater auf internationale Messen begleiten. Auf der Internationalen Büroausstellung 1910 in Wien führte der Achtjährige die Rechenmaschine Austria Modell III vor. Nach dem Besuch der Volksschule und des Realgymnasiums (von 1912 bis 1916) absolvierte er von 1916 bis 1918 eine Lehre als Feinmechaniker und Werkzeugbauer im väterlichen Betrieb. Während des Ersten Weltkrieges wurden allerdings keine Rechenmaschinen, sondern Schrapnellzünder hergestellt, die jedoch ebenfalls höchste Präzision verlangten. 1918 trat Curt in die Höhere Staatsgewerbeschule, eine Ingenieurschule, ein, die er 1922 mit der Matura abschloss. Anschließend arbeitete er in Chemnitz je ein halbes Jahr als Volontär bei den Astrawerken und den Wanderer-Werken. Es gelang ihm, für die väterliche Firma die österreichische Generalvertretung für Astra zu erhalten. Anfang 1924 trat Curt Herzstark in das väterliche Unternehmen ein und übernahm zunächst die Verkaufsleitung für die Tschechoslowakei und Ungarn.
Daneben war er aber auch als Konstrukteur tätig. 1928 erfand Curt Herzstark den Herzstark-Multisummator, kurz Multimator, ein Zusatzgerät für Astra-Buchungsmaschinen, das automatisch Zeilen und Spalten addieren konnte.
Schon in den Zwanzigerjahren erkannte Herzstark den Bedarf für eine kleine, leichte und einfach zu bedienende Rechenmaschine und begann mit Überlegungen für ein tragbares Gerät, das nicht einfach eine Miniaturisierung vorhandener Tischrechenmaschinen, sondern eine grundlegende Neukonstruktion sein sollte. Dies führte ihn schließlich zur Erfindung der Curta, einer mechanischen Rechenmaschine in Form eines 85 mm hohen Zylinders mit 53 mm Durchmesser, der bequem in einer Hand gehalten werden konnte, während man mit den Fingern über Stellschieber Zahlen eingab und dann über eine Kurbel den Rechenvorgang auslöste. Noch vor Beginn des Zweiten Weltkriegs wurden für einige grundlegende Konstruktionsprinzipien Patente angemeldet, die Entwicklung befand sich aber noch in einem frühen Stadium.
Nach dem Tod des Vaters am 24. Oktober 1937 plante Herzstarks Mutter als Universalerbin, ihm das Unternehmen zu übertragen. Dies unterblieb jedoch nach dem Anschluss Österreichs an das nationalsozialistische Deutsche Reich, um die Firma vor einer Arisierung zu schützen, da Curt Herzstark, dessen Vater bereits aus dem Judentum ausgetreten war, nach den nationalsozialistischen Rassegesetzen als „Halbjude“ galt, seine Mutter hingegen als „Arierin“. Das Unternehmen begann mit der Produktion feinmechanischer Instrumente für die deutsche Wehrmacht.
Nachdem zwei „Austria“-Arbeiter wegen Abhörens von „Feindsendern“ verhaftet worden waren, wurde auch Herzstark im Juli 1943 festgenommen und nach Gefängnisaufenthalten in Wien, Linz und Budweis in das KZ Buchenwald eingeliefert, wo er anfangs schwere körperliche Arbeit verrichten musste, nach kurzer Zeit aber aufgrund seiner technischen Spezialkenntnisse an  einen feinmechanischen Betrieb der Wilhelm-Gustloff-Werke überstellt wurde. Dort wurde er Leiter einer Abteilung zur Herstellung von Präzisionsteilen, unter anderem auch im Auftrag der Heeresversuchsanstalt Peenemünde für die Herstellung der V2-Raketen. Daneben wurde ihm erlaubt, in seiner Freizeit die Entwicklung seiner Rechenmaschine fortzusetzen. Für Ing. Münich, den Chef der Gustloff-Werke, stellte er die erste Liliput-Rechenmaschine her, wie die Curta ursprünglich heißen sollte.
Herzstark machte seinen Einfluss geltend, um andere Mithäftlinge vor dem Tod zu bewahren, indem er sie in seiner Abteilung einsetzte. Für die Rettung einer Luxemburgerin wurde ihm nach dem Krieg als einzigem Ausländer der Orden der Luxemburger Bruderschaft verliehen.
Nach einem alliierten Bombenangriff auf die Gustloffwerke Anfang 1945 wurde Herzstark in ein Außenkommando, die unterirdischen Gustloff-Werke III in Billroda verlegt. Im April 1945 wurde Buchenwald durch amerikanische Truppen befreit. Ab Mai stand Herzstark in Kontakt mit der Firma Rheinmetall-Büromaschinen in Sömmerda. Nach der Übergabe Thüringens an die sowjetische Besatzungsmacht floh er im November 1945 mit seinen Zeichnungen nach Wien, fand aber keinen Geldgeber für den Start einer Produktion. Schließlich wurde er nach Liechtenstein eingeladen, wo eine Fabrik (Contina AG) zur Herstellung der Curta gegründet wurde.
Herzstark hatte Patente für die Curta-Prototypen international unter seinem eigenen Namen angemeldet. Die Contina AG, die finanziell von den Investitionen des Liechtensteinischen Fürstenhauses und einer Finanzgesellschaft abhängig war, produzierte eine Reihe von Produkten und kam Anfang der 1950er Jahre in eine wirtschaftliche Schieflage. Anstelle der vereinbarten Aktienanteile bekam Herzstark 350.000 Schweizer Franken für den Verkauf seiner Patente an die Contina AG und war nach 1952 nicht mehr an der Firma beteiligt.
In den folgenden Jahren arbeitete er als Berater für deutsche und italienische Büromaschinenhersteller. Er hielt u. a. Vorträge in Darmstadt, Stuttgart, Hamburg und Berlin.
Ende der 1940er Jahre hatte er eine Österreicherin geheiratet und zwei Kinder bekommen. Seine Frau und die beiden Kinder zogen aber 1954 zurück nach Wien. Herzstark lebte jedoch weiter in seiner Wahlheimat Liechtenstein, wo er auch 1988 starb.
Herzstark wurde 1994 posthum Ehrenmitglied des 1981 in Essen gegründeten Internationalen Forum Historische Bürowelt.

## Video/DVD
- Curta – eine Legende. Der Videofilm zeigt die Montage einer der letzten CURTAs.
- Herzstark, Dokumentarspielfilm, 2010, von Regisseur Kuno Bont, Tukan Film Productions, Werdenberg GmbH